# 南葵音楽文庫
南葵音楽文庫 (なんきおんがくぶんこ) は、紀州徳川家16代当主である徳川頼貞 (1892-1954) によって収集された、主に海外の音楽書や楽譜などのコレクション。1918年に東京飯倉で成立以来、様々な変遷を経て、2017年から紀州徳川家ゆかりの地にある和歌山県立図書館で公開されている。

## 概要
紀州徳川家15代当主の徳川頼倫 (1872-1925) は、1902年東京飯倉の邸内に南葵文庫を設立、1908年より私立図書館として一般公開した。蔵書は徳川家伝来の書及びその後の収集書合計7万冊であった。1892年に生まれた長子の頼貞は、10代の頃からピアノ、和声、対位法を学び、1913年より英国に留学、ケンブリッジ大学で音楽学を学ぶ。1914年第一次世界大戦が勃発し、頼貞は米国を経由して12月に帰国。父親は南葵文庫に講堂を計画しており、頼貞は音楽堂の建設とパイプオルガンの設置を進める。1918年に南葵楽堂 (正式名称は南葵文庫附属大礼紀念館) は開堂し、頼貞が留学中に購入した楽譜や音楽書は、楽堂の半地下に配架された。
コレクションの収集と整理は継続していたが、1923年9月の関東大震災で楽堂は損壊し、使用できなくなった。楽堂のオルガンは1928年に東京音楽学校へ寄附され、楽堂も同年引き払われた。父親の「南葵文庫」は1924年東京帝国大学図書館に寄贈されたが、音楽関係蔵書は頼貞の所管に移し、旧南葵文庫事務所で「南葵楽堂図書部」として公開された。1925年図書部は「南葵音楽事業部」と改組され、コレクションはその附属施設として「南葵音楽図書館」となった。蔵書は無料で公開され、レコード視聴室も設けられ、更に研究調査のための部署も設置されていた。しかしながら1932年徳川家の財政事情で図書館は閉館、コレクションは慶應義塾図書館に移管され、翌1933年から公開された。
1945年にはいり徳川頼貞は慶應義塾図書館に委託契約の解除を申し出、コレクションは6月に同館から搬出された。その後紆余曲折の末にコレクションは実業家大木九兵衛 (?-1996) の所有となり、1967年に読売新聞社の協力のもとに「南葵音楽文庫特別公開展」が東京と大阪で開催された。大木と読売新聞社はコレクションの保存公開を目的に1970年財団法人東京音楽文化センターを設立し、公開の準備が整うまで東京目黒の日本近代文学館に間借りすることになった。
しかし東京音楽文化センターは1977年に解散し、2万点を超える蔵書はすべて読売日本交響楽団に移管された。日本近代文学館の時期に作成された貴重資料のマイクロフィルムは、東京音楽大学付属図書館、後に国立音楽大学図書館に寄託され、利用に供されていた。また旧文庫の貴重資料を含む約10,000点は、上記の大木宅内の空調設備をもった書院に保管された。
2016年になり読売日本交響楽団は紀州徳川家ゆかりの地である和歌山県と寄託契約を締結し、翌2017年12月からコレクションは和歌山県立図書館および博物館で一般公開されている。また読響ではコレクションのデジタル化に継続して取り組んでいる。

## 主なコレクション
1929年には3万点に及んだコレクションのうち、主なものは次の通り。
- カミングス・コレクション：イギリスの音楽研究家、楽譜コレクター、W.H.カミングス (William Haymann Cummings, 1831-1915) の蔵書
- ホルマン文庫：オランダのチェロ奏者、J.ホルマン (Joseph Hollman, 1852-1926) の楽譜
- マックス・フリートレンデル文庫：ドイツの音楽史学者、M.フリートレンダー (Max Friedlaender, 1852-1934) の蔵書

1924年11月に日本人により初めて全曲演奏されたベートーヴェンの第九交響曲の楽譜も、所蔵されている。

## 参考資料
- 徳川頼貞『薈庭楽話』 (わいていがくわ) 春陽堂書店、1943／中央公論新社、2021

徳川頼貞が生い立ちから数度の外遊について、また交流した多くの外国人音楽家たちについて語った談話をまとめたもの。第7章「南葵楽堂」 (pp124-156) では、楽堂の設計、建設、開堂式、第1回演奏会、附属図書館とカミングス文庫、パイプオルガンの到着と披露演奏会などについて、37ページにわたって写真入りで詳しく述べている。「薈庭」は頼貞の雅号。
- 徳川頼貞遺稿刊行会編『頼貞随想』河出書房、1956

徳川頼貞没後に関係者がまとめた随想録。15ページにわたる「南葵楽堂の想いで」 (pp220-234) は『薈庭楽話』の内容と重なるが、附属図書館については触れられていない。巻末の徳川夢声との対談では、南葵楽堂での演奏会のためにオーケストラ用の楽譜を入手して図書館に置いたことを語っている (pp259-260)。
- 大木九兵衛、属啓成「南葵音楽文庫：奇跡のコレクション」『音楽の友』25(5), pp90-93, 1967年5月[17]
- 和歌山県教育委員会 編『南葵音楽文庫案内　紀州徳川400年』中央公論新社、2021年3月。ISBN 978-4-12-005418-1

## 略年譜
一世紀にわたる南葵音楽文庫の変遷は次の通り。
- 1902年 (明治35) 徳川頼倫による南葵文庫開館
- 1918年 (大正07) 南葵楽堂開堂、楽堂半地下に音楽資料を配架
- 1923年 (大正12) 関東大震災により南葵楽堂損壊
- 1924年 (大正13) 音楽資料以外の南葵文庫を東京帝国大学に寄贈。南葵楽堂図書部開設
- 1925年 (大正14) 南葵音楽事業部設立、付属の南葵音楽図書館開設
- 1932年 (昭和07) 南葵音楽図書館閉館
- 1933年 (昭和08) 南葵音楽図書館蔵書、寄託先の慶應義塾図書館で公開
- 1945年 (昭和20) 寄託解約により慶應義塾図書館より搬出
- 1970年 (昭和45) 東京駒場の日本近代文学館で南葵音楽文庫仮公開開始
- 1977年 (昭和52) 南葵音楽文庫仮公開終了、財団法人読売日本交響楽団所蔵となる
- 2016年 (平成28) 読響と和歌山県が寄託契約締結、南葵音楽文庫を和歌山県立図書館へ移送
- 2017年 (平成29) 和歌山県立図書館内で南葵音楽文庫一部公開